# Lupghar Sar
El Lupghar Sar (en urdu: لوپجار سار هوا جبل فى) es una montaña de 7200 m de altura, localizada en Pakistán.

## Ubicación

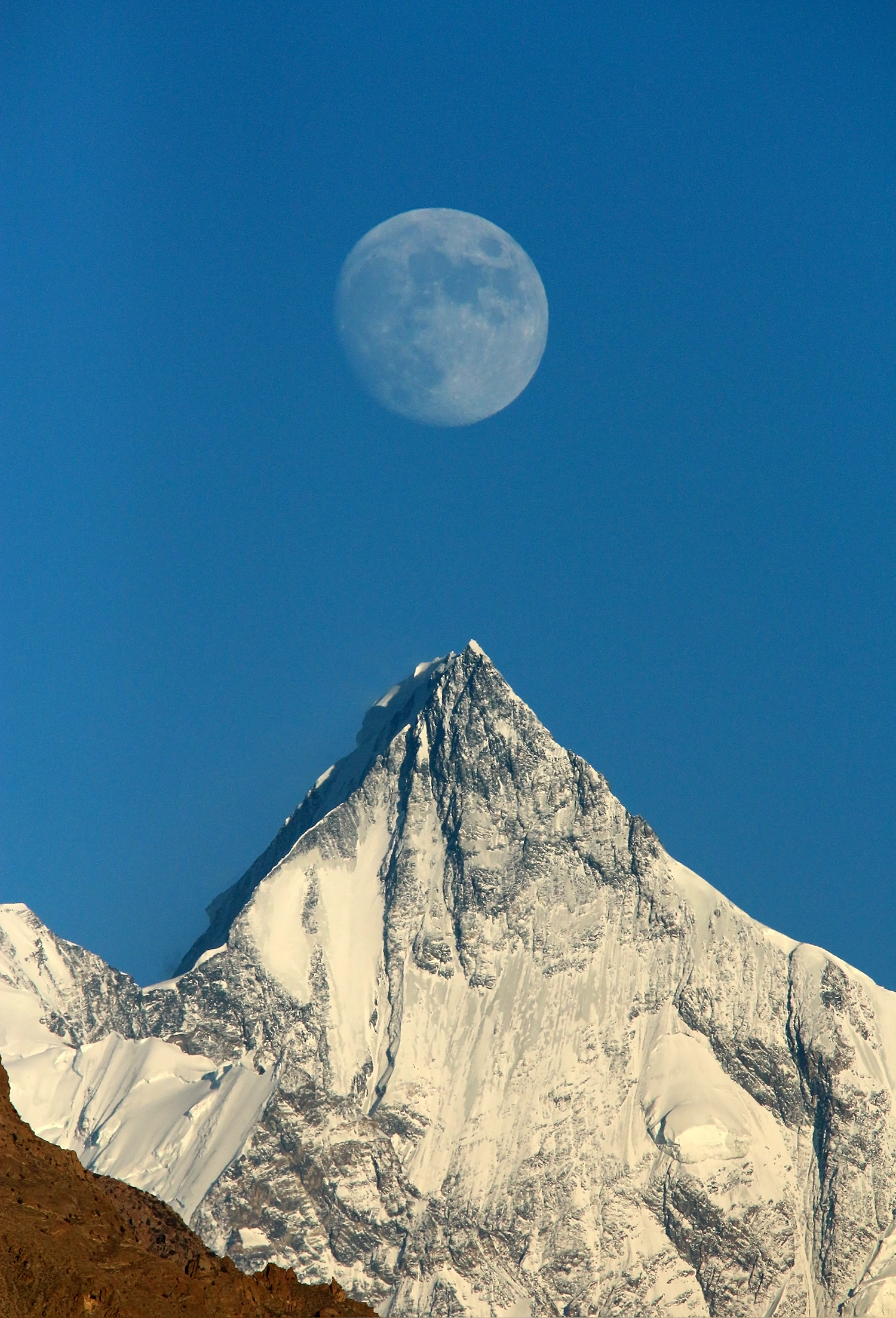
Luna creciente sobre el Lupghar Sar

Es el más occidental de los sietemiles de la subcordillera Hispar Muztagh, en la cordillera del Karakórum Principal. Junto con sus vecinos del sudeste, el Momhil Sar y el Trivor, forma el grupo Momhil. El Lupghar Sar se encuentra al oriente del valle de Hunza, a la altura de la ciudad de Gulmit.
Su nombre proviene del idioma wakhi y significa «La Cima de la Gran Roca».
Está en el puesto 105 de la lista de montañas más altas de la Tierra y es la 37.ª montaña más alta de Pakistán.
El Lupghar Sar tiene 3 picos: cumbre Oeste, Media y Este. Los tres picos tienen aproximadamente la misma altura. La montaña, vista desde el valle de Hunza, aparece de perfil como una pirámide puntiaguda.

## Historial de ascensiones

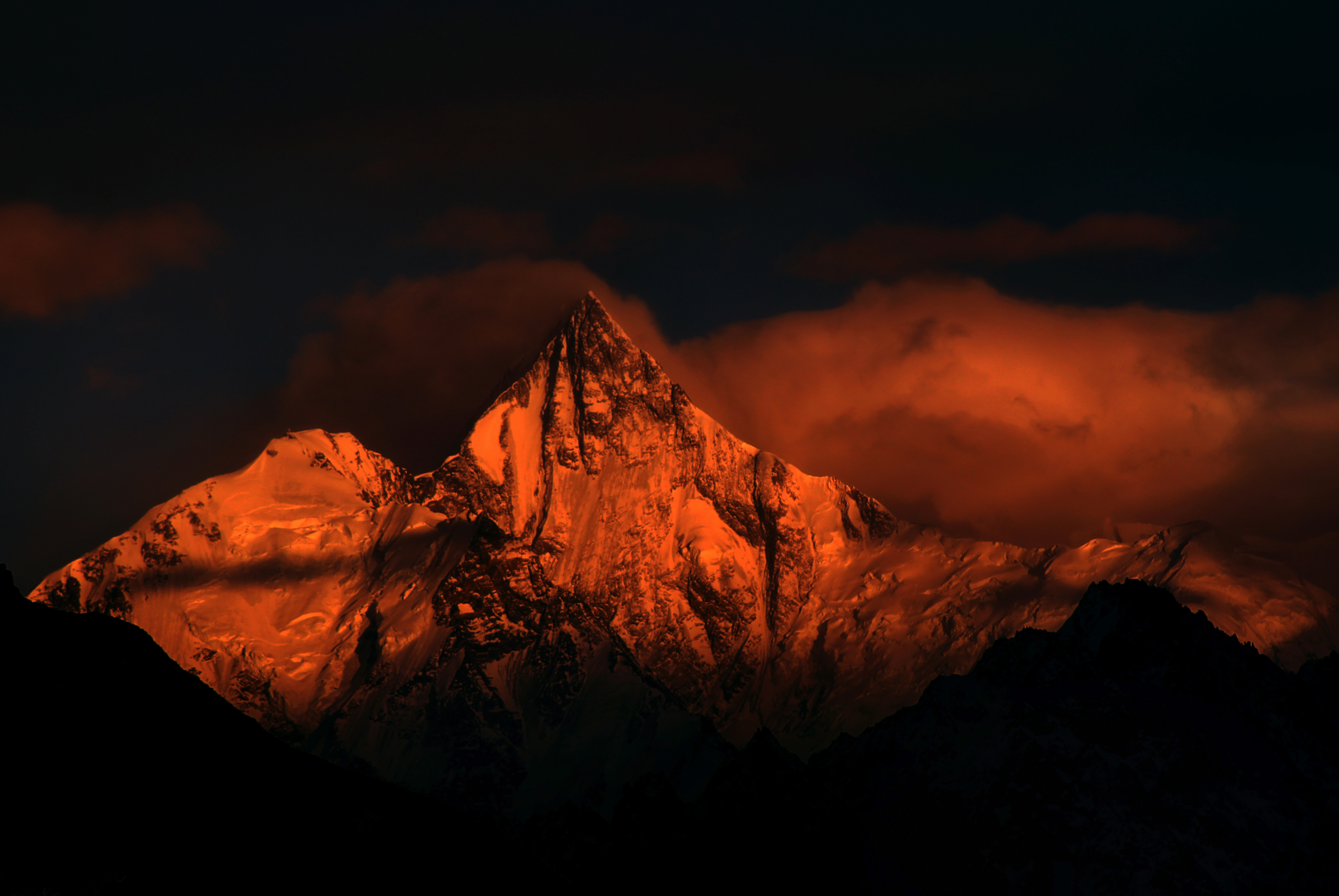
El Lupghar Sar visto desde el Valle de Hunza

La cumbre Oeste del Lupghar Sar, fue escalada por primera vez el 18 de junio de 1979 por los alemanes Hans y Sepp Gloggner, miembros de la expedición Tegernsee. Su ruta los llevó desde el glaciar Gharesa, en Gulmit, hasta el pie de la arista Suroeste de la montaña y de ahí a la cumbre. En 2018, el escalador Hansjörg Auer abrió una nueva ruta a la cumbre Oeste (de 7157 m), sin ayuda. También fue la primera ascensión por la pared Oeste de la montaña.
El mismo año, una expedición japonesa de ocho escaladores consiguió escalar la montaña. Su ruta también los llevó a través de la arista Suroeste. El 4 de agosto, los escaladores Tatsuo Nazuka, Yuichi Watanabe e Hitoshi Shimizu escalaron primero la cumbre Oeste, y luego la cumbre Media. Intentaron al menos dos veces escalar la cumbre Este. La ruta de ascenso a la cumbre Este los condujo desde el glaciar Momhil, hasta la arista entre la cumbre referida y el Dut Sar.